# Ara és l'hora
|  | Per a altres significats, vegeu «Ara és l'hora (cançó)». |

Ara és l'hora és una campanya unitària de la societat civil a favor de la independència de Catalunya. La campanya fou presentada el 10 de juliol de 2014 i era impulsada per l'Assemblea Nacional Catalana i Òmnium Cultural. D'altres associacions també s'hi han adherit, aquest és el cas l'Associació de Municipis per la Independència.
La primera fase de la campanya fou l'organització, durant la Diada Nacional de Catalunya de 2014, de la Via Catalana, una concentració en forma de «V» entre l'avinguda Diagonal i la Gran Via de les Corts Catalanes de Barcelona per tal de reclamar el dret a votar i la independència. D'altra banda, també va promoure el sí en la consulta del 9 de novembre de 2014. Durant aquest període, el director de campanya va ser Oriol Soler. El 2015 es va reactivar la campanya de cara a les eleccions al Parlament de Catalunya de 2015, aquesta vegada amb Raül Romeva com a director.

## Galeria

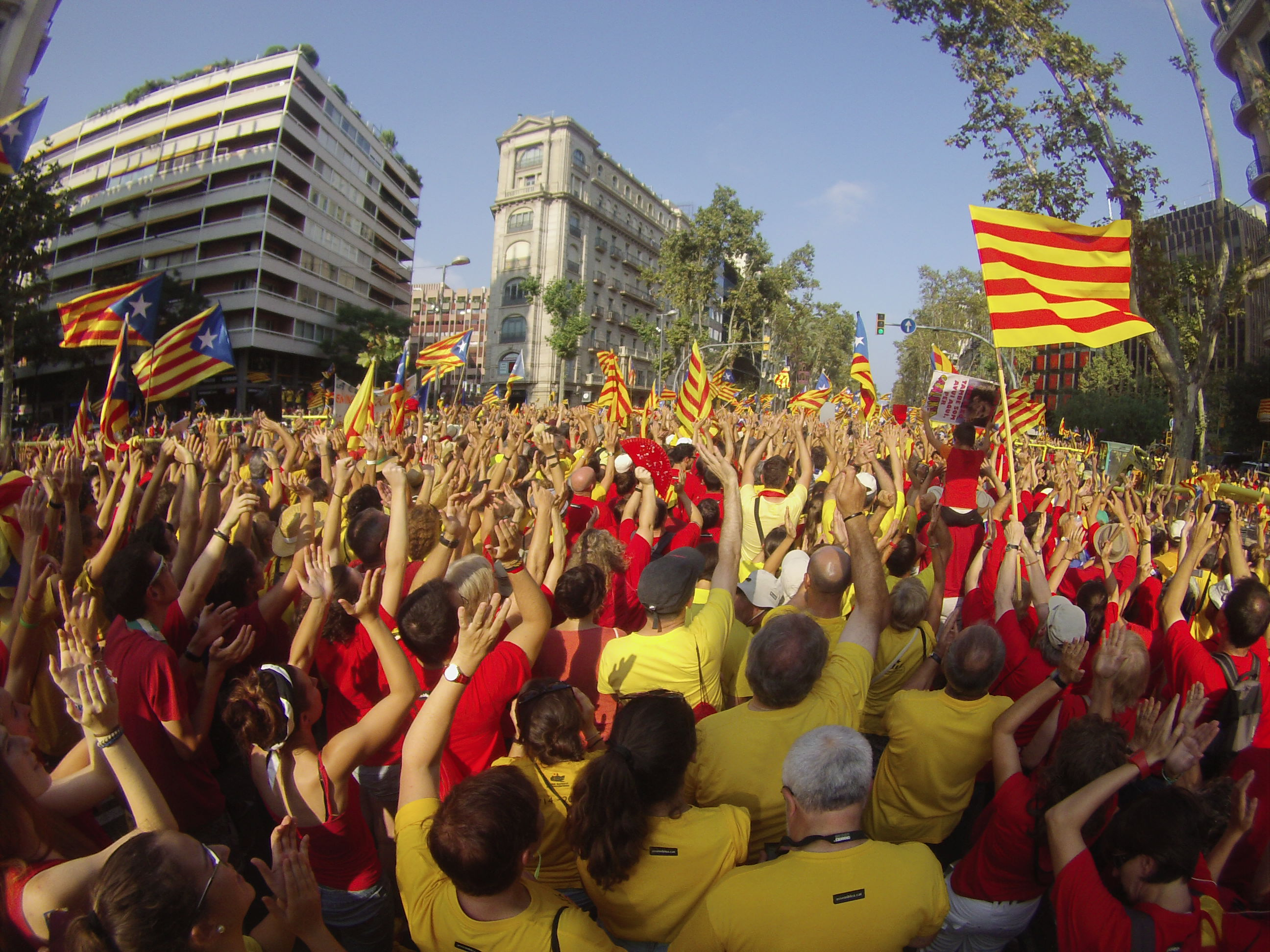
Via Catalana 2014
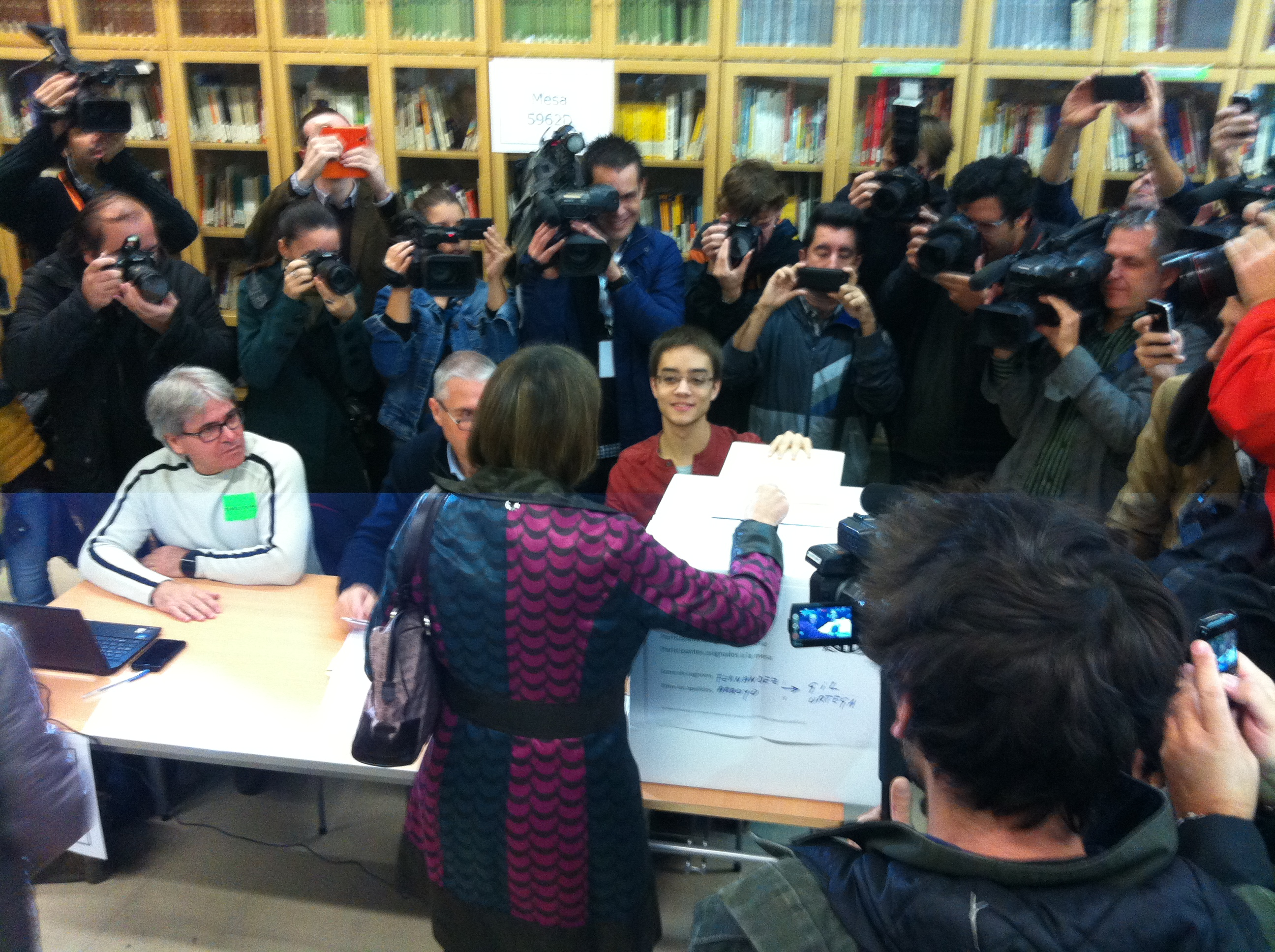
Carme Forcadell votant el 9 de novembre de 2014
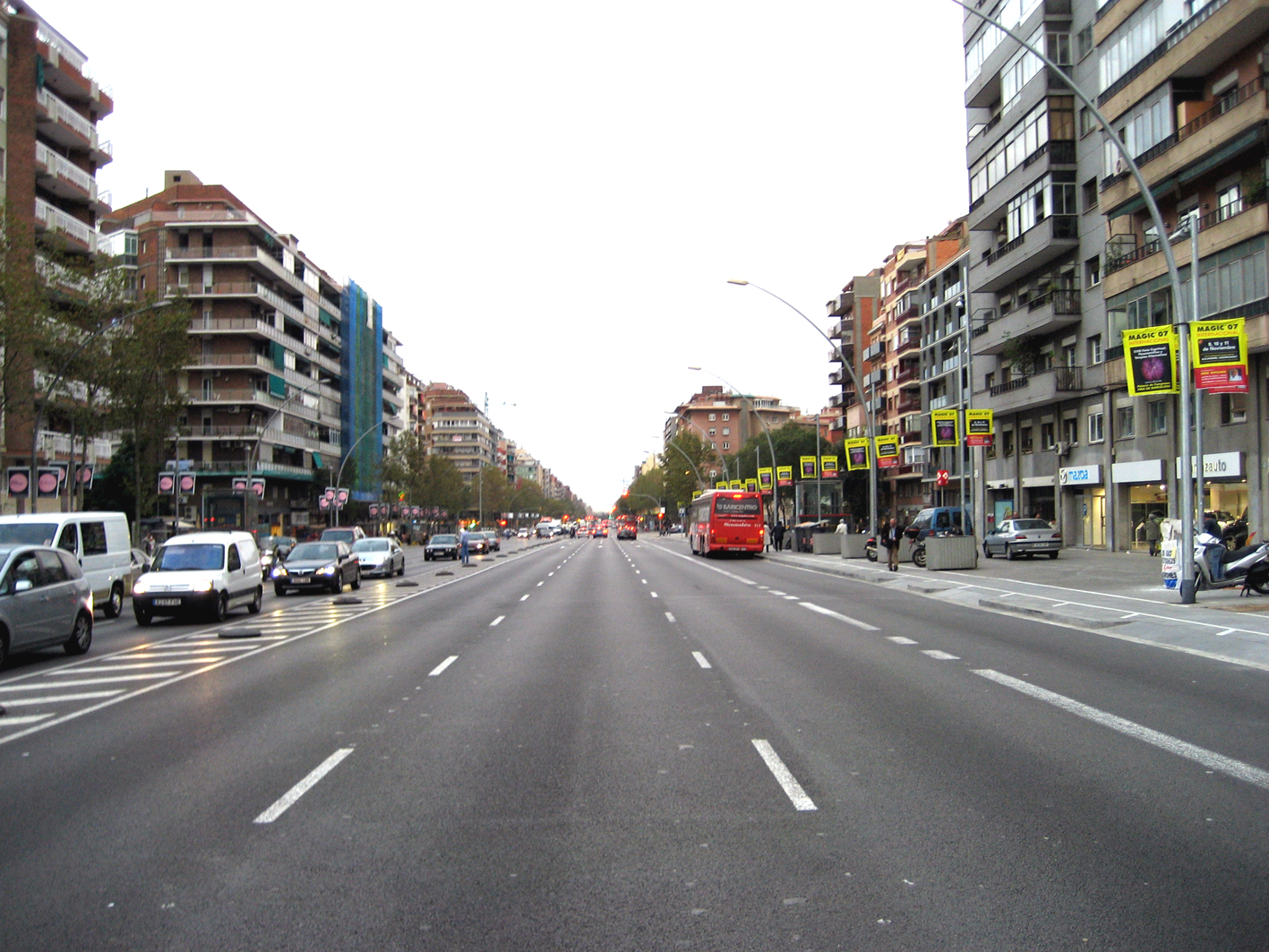
Via Lliure